# Хорошёвский район

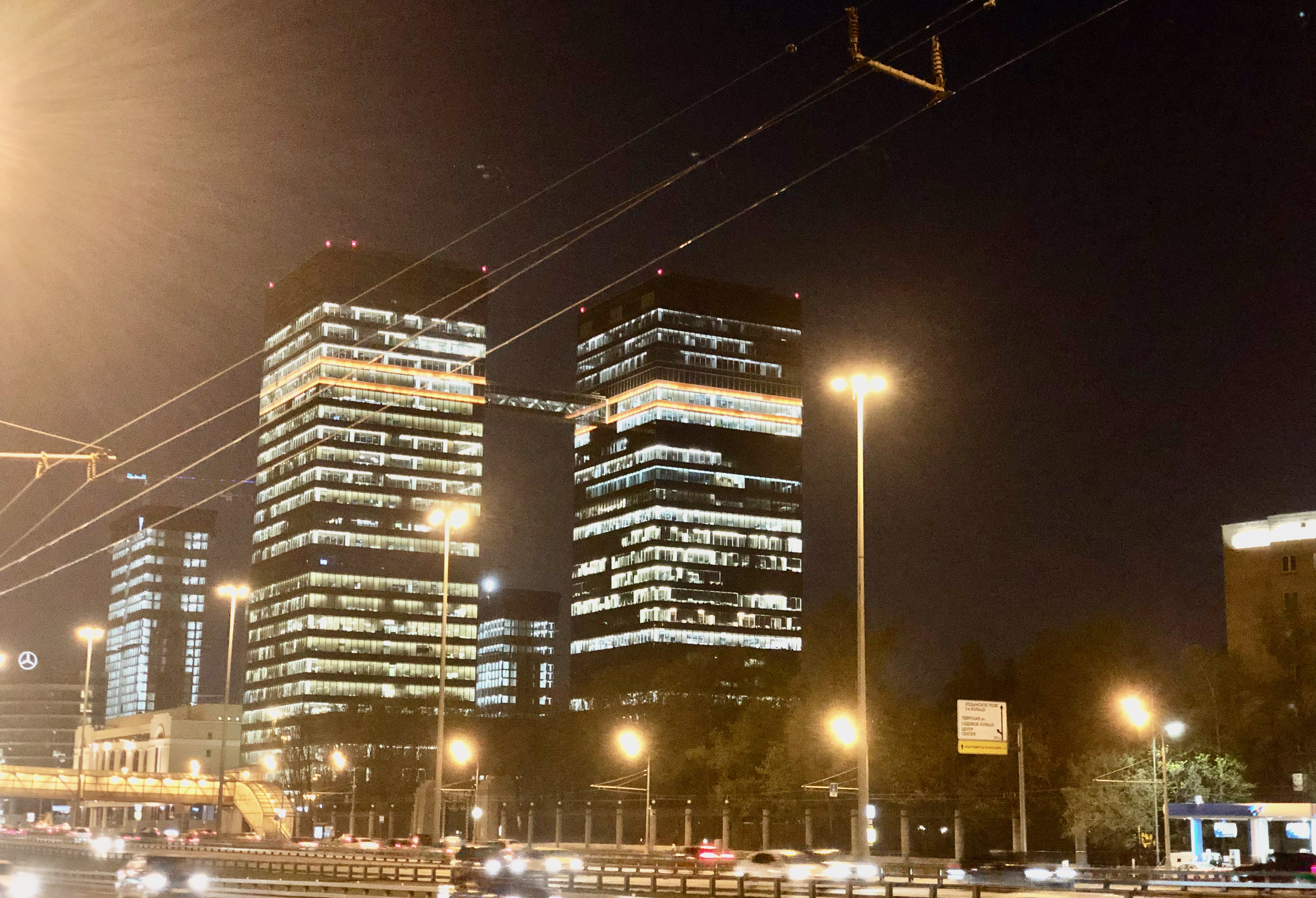
Ленинградский проспект

Хорошёвский райо́н — район в Москве, расположенный на юго-западе Северного административного округа. Району соответствует внутригородское муниципальное образование муниципальный округ Хорошёвский.

## Территория и границы
Площадь территории Хорошёвского района — 988 га.
Хорошёвский район расположен на юго-западе Северного административного округа и граничит со следующими московскими районами:
- на юге и юго-востоке — с Пресненским;
- на востоке — с Беговым;
- на севере и северо-востоке — с Аэропортом;
- на севере и северо-западе — с Соколом;
- на западе — с Хорошёво-Мнёвниками.

## Население
| 2002    | 2010    | 2012    | 2013    | 2014    | 2015    | 2016    |
| ------- | ------- | ------- | ------- | ------- | ------- | ------- |
| 55 949  | ↗56 536 | ↗57 773 | ↗61 528 | ↗63 495 | ↗65 227 | ↗67 448 |
| 2017    | 2018    | 2019    | 2020    | 2021    | 2023    | 2024    |
| ↗67 694 | ↗71 127 | ↗72 676 | ↗72 732 | ↗75 452 | ↘74 927 | ↗75 533 |

По оценке Мосгорстата, численность населения на 1 января 2010 года составила 59,3 тыс. чел.
На официальном сайте района упомянуто население — около 55,8 тыс. человек. Среди них дети от 0 до 18 лет — 8,4 тыс. человек; трудоспособное население — 33,5 тыс. человек; старше трудоспособного возраста — 3,9 тыс. человек.
По переписи 2002 года, в Хорошёвском районе проживало 55949 человек: 27878 (49,8 %) мужчин и 28071 (50,2 %) женщин, что составляло 5,02 % населения САО и 0,55 % населения всей Москвы.

### Национальный состав
По итогам переписи населения 2020 года проживали следующие национальности (национальности менее 0,1 % и другое, см. в сноске к строке «Другие»):
| Национальность | Численность, чел. | Доля     |
| -------------- | ----------------- | -------- |
| Русские        | 47 857            | 63,43 %  |
| Украинцы       | 475               | 0,63 %   |
| Татары         | 456               | 0,60 %   |
| Армяне         | 432               | 0,57 %   |
| Евреи          | 199               | 0,26 %   |
| Грузины        | 153               | 0,20 %   |
| Белорусы       | 144               | 0,19 %   |
| Азербайджанцы  | 109               | 0,14 %   |
| Чеченцы        | 100               | 0,13 %   |
| Чуваши         | 86                | 0,11 %   |
| Казахи         | 84                | 0,11 %   |
| Другие         | 25 357            | 33,63 %  |
| Итого          | 75 452            | 100,00 % |

## Происхождение названия
Своё название Хорошёвский район получил от проходящего по его территории Хорошёвского шоссе. Шоссе, в свою очередь, было так названо потому, что оно вело в подмосковное село Хорошёво (в 1960 году село вошло в состав Москвы, в настоящее время в составе района Хорошёво-Мнёвники):279.

## История
В разные годы современный Хорошёвский район был частью Ленинградского, Фрунзенского, Ворошиловского и Краснопресненского районов.
В конце 1940-х годов на Хорошёвском шоссе развернулось массовое строительство. Был возведён квартал жилых домов нового типа — четырёхэтажных из сборного железобетона.
В 1968 году в западной части тогдашнего Ленинградского района был образован Хорошёвский район[2] (в 1970—1990 годах — Ворошиловский район), который находился западнее нынешнего Хорошёвского района. В настоящее время на его территории созданы муниципальные районы Строгино, Щукино и Хорошёво-Мневники Северо-Западного административного округа.
Современный Хорошёвский район образован в ходе реформы административно-территориального деления Москвы 1991 года.
Значительную часть современного Хорошёвского района занимает Ходынское поле — бывший Центральный аэродром имени М. В. Фрунзе.
С 2003 года аэродром закрыт, начата массовая застройка его территории. В этот период построены 57-этажный жилой небоскрёб «Триумф-Палас», жилые комплексы «Гранд Парк» и «Приват Сквер», ледовый дворец спорта «Мегаспорт», стадион «ВЭБ Арена», торговый центр «Авиапарк».

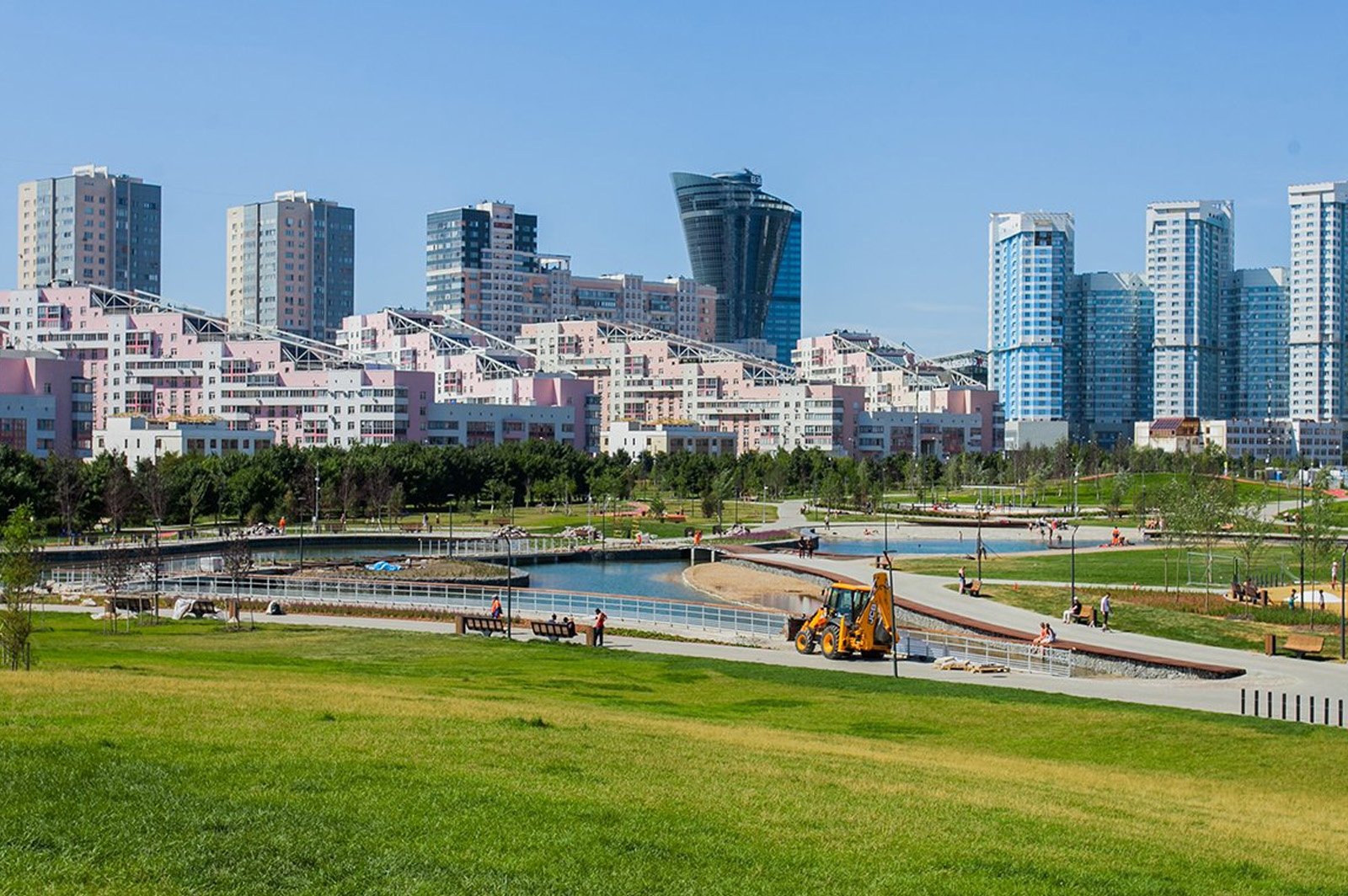
Парк «Ходынское поле», август 2018

## Парки и скверы
Общая площадь «зеленой» зоны в районе — 146,5 га. Половину ее составляют три крупных парка района: парк «Берёзовая роща» (42 га), Чапаевский парк (6 га) и парк «Ходынское поле» (24,7 га).

### Парк «Ходынское поле»
Парк был открыт в 2018 году на Ходынском поле, где до этого располагался Центральный аэродром имени М. В. Фрунзе. В 2003 году аэродром закрыли. До 2012 года здесь находился музей авиации под открытым небом, где были выставлены списанные самолеты, но без должного ухода техника вскоре пришла в запустение. Сохранившиеся самолеты были выкуплены для реставрации Музеем техники Вадима Задорожного.
Парк на Ходынском поле разбили по просьбам жителей района. На территории обустроили искусственные холмы со смотровыми площадками и пространствами для досуга, а также разместили пруд площадью 6291 квадратный метр. В зеленой зоне высадили душистые растения — шалфей, мяту, черемуху, жасмин, липу и сирень. На центральной аллее парка, которая была обустроена на бывшей взлетной полосе аэродрома, установили сухой фонтан из 245 струй площадью 778 квадратных метров с водными эффектами и светомузыкой. Неподалёку от аллеи был установлен необычный арт-объект — зеркальный лабиринт со столбами разной высоты. В память о прошлом Ходынского поля в парке обустроили игровую площадку «Авиатор», выполненную в виде неба с радугой и облаками, где разместили большой игровой комплекс в виде самолета Ил-18. Для детей также была организована площадка для тренировки навыка паркура и двойная тарзанка. На одном из холмов парка были установлены круговые панорамные качели для детей и взрослых. В спортивной зоне парка построили воркаут-площадку, скейт-парк, баскетбольную, волейбольную площадку и теннисный корт, а также установили столы для игры в настольный теннис и сделали площадку для панна-футбола. Для бега и велопрогулок на территории проложили специальные дорожки. В северо-западной части парка поместили площадку для выгула собак со снарядами для дрессировки.
В 2013 году в западной части парка установлен бронзовый памятник летчику Михаилу Водопьянову, Герою Советского Союза, участнику спасения экипажа парохода «Челюскин» и участнику Великой Отечественной войны. Автором работы стал скульптор Александр Головачев.
В 2020 году любительское фото парка «Ходынское поле» было выбрано пользователями платформы «Активный гражданин» в голосовании по созданию лимитированной карты «Тройка». Победителем стал москвич Александр Любарский с его панорамным фото парка на высоте птичьего полета.

### Парк «Березовая роща»
Парк располагается на пересечении улиц Куусинена и 3-й Песчаной. Он был разбит на территории бывшего пехотного лагеря в 1950-е годы, когда в районе началась жилая застройка. Несмотря на название парка здесь преобладают преимущественно ясени, липы и клёны.
В 2013 году парк «Березовая роща» получил статус объекта культурного наследия.
В 2017 году инфраструктура зоны отдыха была обновлена — здесь обустроили новую дорожно-тропиночную сеть, обновили газоны и цветники, высадили новые деревья и кустарники. В парке обустроили четыре детские площадки — две в северной и две в южной части парка. Для активного отдыха построили спортивные площадки с турниками и тренажерами, а также хоккейную коробку, которая летом служит баскетбольной и футбольной площадкой. В восточной части парка есть эстрада со зрительными местами — скамейками под перголами, установленными полукругом.
В 2019 году планировалось благоустройство бывшей территории складов горюче-смазочных материалов (ГСМ) в юго-восточной части парка. Здесь снесли бетонный забор, ранее отделявший бывшие склады от территории парка. Освободившийся заброшенный участок был расчищен от мусора — здесь планируется обустроить «Сада птиц». Природный рельеф участка сохранят, проложат дорожки между существующими деревьями, дополнительно высадят плодовые деревья и кустарники для питания птиц, а также и живые изгороди для их гнездования. При обсуждении проекта с Советом депутатов и инициативной группой жителей было принято решение устанавливать фонари только вдоль дорожек, но не в планируемой заповедной зоне, чтобы не нарушать биоритмы птиц.

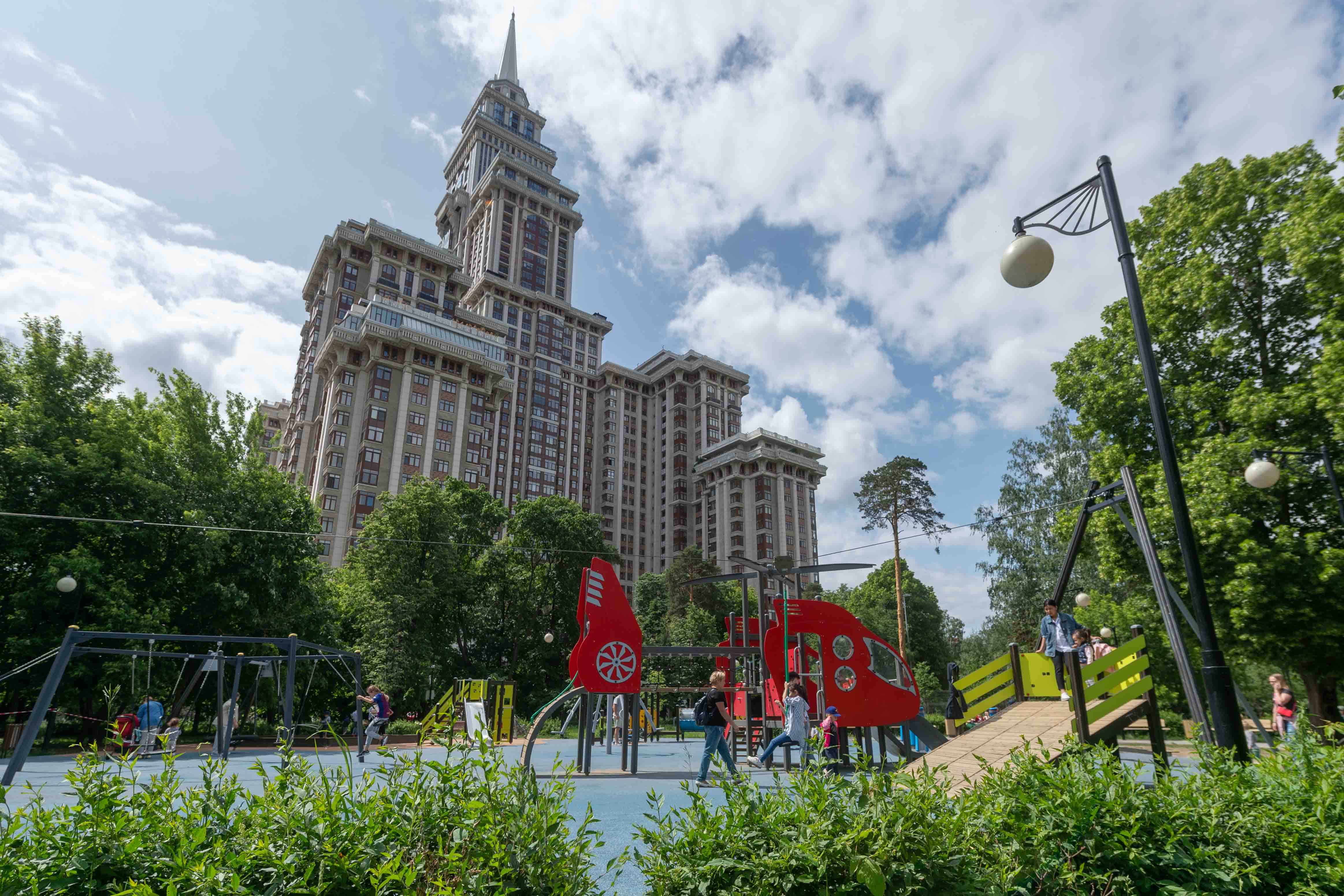
Чапаевский парк

### Чапаевский парк
Парк находится на пересечении Чапаевского переулка и Ленинградского проспекта. Он был обустроен в 1899 году в Малой Всехсвятской роще как парк Александровского убежища для увечных и престарелых воинов Русско-турецкой войны. Свое нынешнее название он получил по проходящему рядом Чапаевскому переулку, переименованному в 1930-е годы в честь начальника дивизии Красной Армии, участника Гражданской войны Василия Чапаева. В 1936 году парк был расширен и переименован в Детский парк культуры и отдыха Ленинградского района. Позднее ему было возвращено прежнее название. В 2008 году после обновления зоны отдыха ее снова переименовали — теперь в Парк Авиаторов, — но название не прижилось, и парк вернул себе имя Чапаевского.
В 2017 году парк благоустроили. Здесь увеличили и отремонтировали существующие детскую и волейбольную площадку, дополнительно построили воркаут- и баскетбольную площадки, а также установили столы для игры в шахматы и настольный теннис. На прогулочных дорожках парка было отремонтировано покрытие, на месте «народных троп» появились замощенные дорожки, а также были установлены новые скамейки и камеры видеонаблюдения для безопасности. На территории зеленой зоны также были дополнительно высажены новые деревья, кустарники и цветники.
В части парка у Ленинградского проспекта установлено два памятника — бюст авиатора Н. С. Строева, который в период Великой Отечественной войны был начальником Авиационного отдела и руководителем Военного отдела при Министерстве авиационной промышленности, а также бюст А. С. Яковлева, авиаконструктора, на самолетах которого было установлено 74 рекорда мирового уровня. В 2008 году в зеленой зоне между памятниками был установлен мемориальный камень в честь авиаторов, испытателей и защитников неба Москвы, погибших в 1910—1970-е годы на Ходынском поле. До 2003 года на Ходынском поле располагался Центральный аэродром имени М. В. Фрунзе — во время авиационных испытаний здесь погибло в общей сложности 108 летчиков, включая знаменитого Валерия Чкалова.

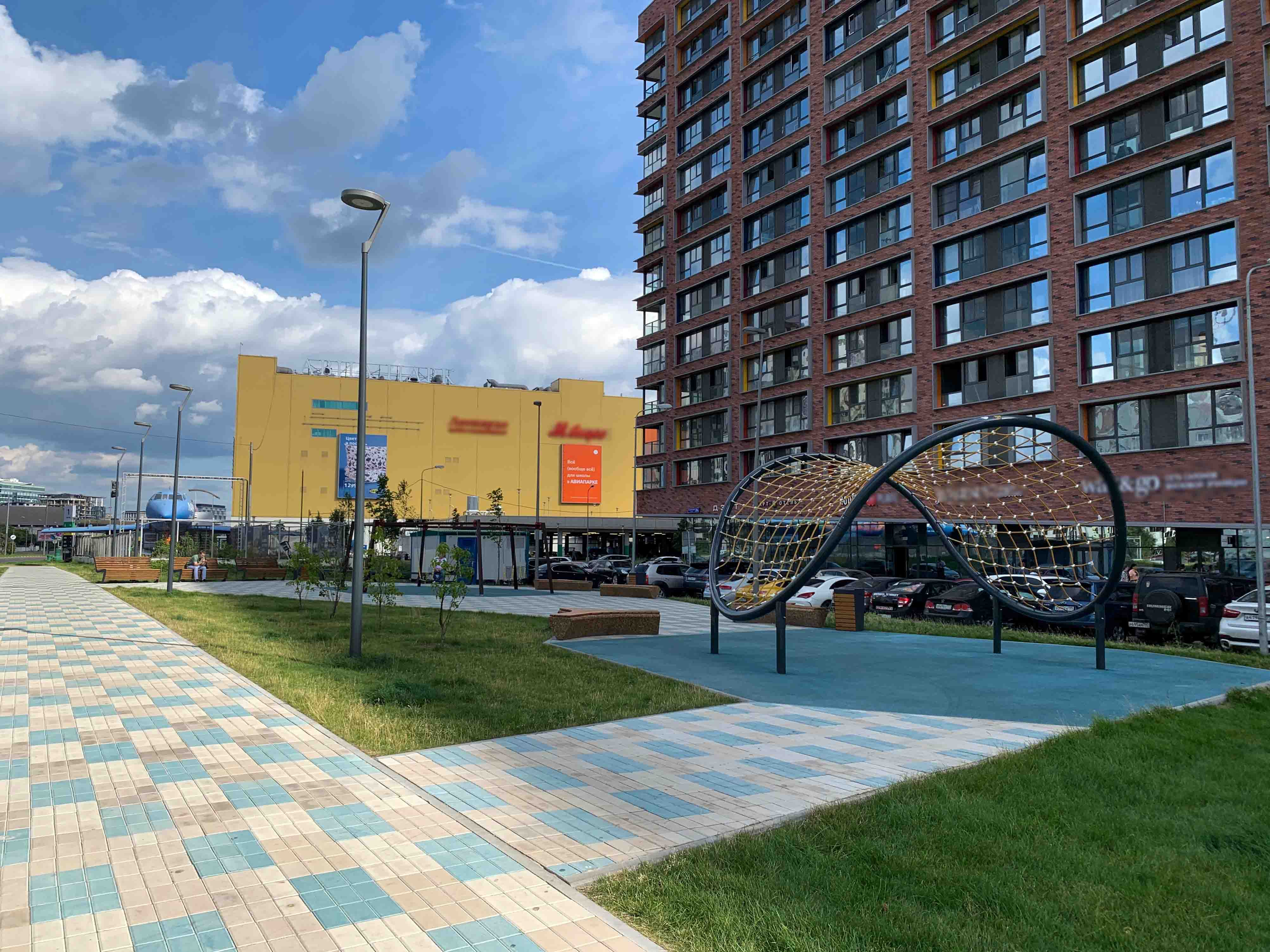
Сквер на ул. Авиаконструктора Микояна

### Сквер на улице Авиаконструктора Микояна
Сквер протянулся вдоль улицы Авиаконструктора Микояна от дома 20А на Ходынском бульваре до улицы Маршала Шапошникова. Он был обустроен здесь в 2019 году. На пустыре у дома 20А построили детскую площадку, установили скамейки, высадили деревья, кустарники и цветники и проложили прогулочные дорожки с плиткой в цветовой гамме неба и облаков — белого и голубого цвета. Вторая рекреационная часть сквера разместилась у дома 2 корпус 2 по улице Авиаконструктора Сухого. Здесь также обустроили детскую площадку и уложили бело-голубую плитку. Вдоль участка улицы от дома 1 до дома 20 на Ходынском бульваре разбили цветники с геометрическим рисунком, состоящие из разных по цвету и форме растений. Вдоль всего сквера протянулась велосипедная дорожка длиной более километра.
Изначально сквер планировалось обустроить в теме авиации — здесь предполагалось установить декоративные фигурки самолетов, памятные доски с именами известных авиаторов и тренажеры для имитации подготовки летчиков на детской площадке. Кроме того, на территории пешеходной зоны должны были высадить высокие плотные кустарники для гнездования птиц, установить домики-кормушки и построить площадку для дрессировки животных. Эти планы не были реализованы.

## Транспорт
Северо-восточной границей района является Ленинградский проспект, также по району проходят Таганско-Краснопресненская линия метрополитена, Хорошёвское и Звенигородское шоссе. В центре района расположена станция метро «Полежаевская», на юге района станция метро «Беговая». В 2016 году были открыты станции МЦК: «Хорошёво» и «Зорге», а в 2018 году открылись станции БКЛ: «Хорошёвская» и «ЦСКА».

## Образование
В районе действуют 10 общеобразовательных школ и Московский кадетский корпус «Пансион воспитанниц Министерства обороны Российской Федерации».
Из вузов в районе расположены:
- Московская государственная академия коммунального хозяйства и строительства
- Институт Русского театра

## Религия
- Церковь Сергия Радонежского на Ходынском поле
- Храм-часовня Архангела Гавриила на Ходынском поле

## Архитектура

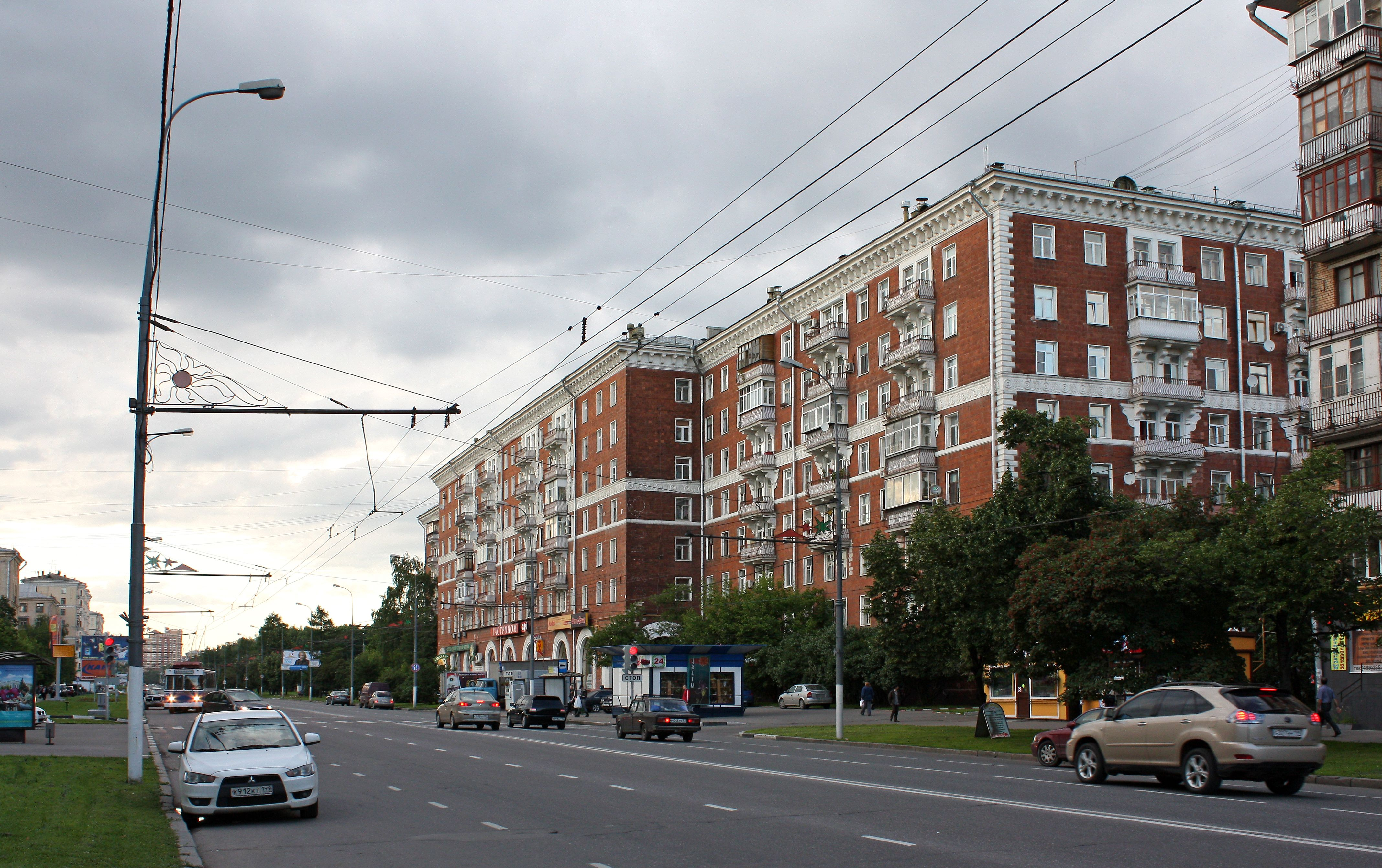
«Красный дом» на улице Куусинена

Архитектура района разнообразна — здесь можно встретить и сталинки с многочисленной лепниной и аркообразными нижними окнами, и пятиэтажные дома из серого кирпича, и типовые панельные многоэтажки 1970—1990-х. На Хорошёвском шоссе, в районе метро «Полежаевская», сохранились двухэтажные особняки, сооружённые в конце войны немецкими военнопленными. В окрестностях станции метро «Беговая», расположился экспериментальный микрорайон 4-5-этажных каркасно-панельных домов 1947—1952 годов постройки — это самые первые панельные дома в СССР. В Чапаевском переулке в начале 2000-х был построен небоскрёб «Триумф-Палас», стилизованный под сталинскую высотку — одно из высочайших зданий в Европе, которое теперь является архитектурной доминантой не только Хорошёвского района, но и всего Северного округа.